# 维莱苏普雷尼
维莱苏普雷尼（法語：Villers-sous-Prény，法語發音：[vilɛʁ su pʁeni]，意为“普雷尼下方的维莱”）是法国默尔特-摩泽尔省的一个市镇，属于南锡区。

## 地理
维莱苏普雷尼（48°56'36"N, 5°59'56"E）面积6.17 平方千米，位于法国大東部大區默尔特-摩泽尔省，该省份为法国东北部内陆省份，是洛林的一部分，北邻比利时、卢森堡，北起顺时针与摩泽尔省、下莱茵省、孚日省和默兹省接壤。
与维莱苏普雷尼接壤的市镇（或旧市镇、城区）包括：普雷尼、诺鲁瓦莱蓬塔穆松、旺迪耶尔、特雷河畔维尔塞。

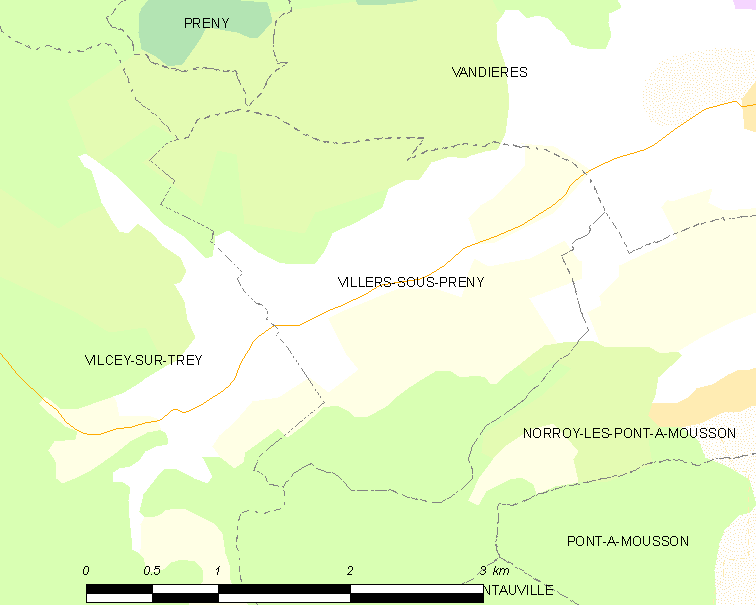
维莱苏普雷尼的OSM定位图

维莱苏普雷尼的时区为UTC+01:00、UTC+02:00（夏令时）。

## 行政
维莱苏普雷尼的邮政编码为54700，INSEE市镇编码为54579。

## 政治
维莱苏普雷尼所属的省级选区为蓬塔穆松县。

## 人口

1962-2008年间维莱苏普雷尼人口变化图示

维莱苏普雷尼于2022年1月1日时的人口数量为330人。